# Better Off Dead (album)
Better Off Dead – czwarty album niemieckiej thrashmetalowej grupy Sodom, opublikowany 1 października 1990.

## Lista utworów
1. "An Eye for an Eye" – 4:25
2. "Shellfire Defense" – 4:23
3. "The Saw Is the Law" – 4:11
4. "Turn Your Head Around" – 3:23 (cover Tank)
5. "Capture the Flag" – 6:08
6. "Cold Sweat" – 3:10 (cover Thin Lizzy)
7. "Bloodtrails" – 4:45
8. "Never Healing Wound" – 2:26
9. "Better off Dead" – 3:44
10. "Resurrection" – 4:50
11. "Tarred and Feathered" – 3:02
12. "Stalinorgel" – 4:41

## Twórcy
1. Thomas "Tom Angelripper" Such – wokal, gitara basowa
2. Michael Hoffman – gitara
3. Chris "Witchhunter" Dudek – perkusja